# Quint Servili Prisc Fidenat
|  | Per a altres significats, vegeu «Quint Servili Prisc Fidenat (desambiguació)». |

Quint Servili Prisc Fidenat (llatí: Quintus Servilius P. f. Sp. n. Priscus Fidenas) va ser un magistrat romà del segle v aC. Era fill de Publi Servili Prisc Estructe. Formava part de la gens Servília, i era de la família dels Servili Prisc.
Va ser nomenat dictador l'any 435 aC quan ja havia exercit diverses magistratures. El nomenament de dictador va ser conseqüència de l'alarma que va causar la invasió dels habitants de Veïs i de Fidenes, que van atacar la ciutat aprofitant l'epidèmia que havia delmat Roma. Els atacants van arribar fins a la porta Collina, però Prisc va derrotar els invasors fàcilment i va perseguir als fidenats cap a la seva ciutat, la qual va assetjar i que va conquerir finalment després d'excavar una mina per entrar. Per aquesta conquesta va rebre l'agnomen Fidenat, que després va adoptar i va transmetre als seus fills i descendents en lloc del d'Estructe.
L'any 431 aC va demanar als tribuns de la plebs que obliguessin els cònsols a nomenar un dictador per lluitar contra els volscs i eques. El 418 aC l'exèrcit romà va ser derrotat pels eques i els lavicans, a causa de la incompetència dels tribuns amb potestat consolar d'aquell any. Servili llavors va ser nomenat dictador per segona vegada i va dirigir la guerra contra els eques amb èxit, conquerint Lavici, on el senat romà va establir immediatament una colònia romana.